# مشخصات روش جوشکاری (WPS)
هدف از تنظیم یک مشخصات روش جوشکاری(WPS (Welding Procedure Specification مشخص کردن جزئیات فرایند جوشکاری یک قطعه یا ماده موردنظر است، برخی کارخانه‌ها برای تولیدات خود یک گواهی کیفیت نیز تنظیم می‌کنند تا به وسیلهٔ آن شرایط آماده‌سازی، چک کردن و تأیید مشخصات بیان شود و در نتیجه روش جوشکاری می‌تواند کنترل شود.

## مقدمه
مشخصات روش جوشکاری می‌بایست بر اساس نیازهای سازنده و بنا به تأیید مشاور طرح تنظیم شود، ذکر جزئیاتی که ذیلاً بدان اشاره می‌شود در هر WPS ضروری است. تهیه و طراحی WPS برای مشخص نمودن پارامترهای قطعه، الکترود یا سیم جوش مصرفی، فرایند جوشکاری، تنظیمات دستگاهی و… می‌باشد که با استفاده از استاندارد AWS D1.1 و ASME- IX تهیه می‌گردد. هدف ار تصویب یک WPS ارزیابی و تأیید این مطلب است که با انجام جوشکاری بر اساس این WPS جوش بدست آمده مطابق با جوش طراحی شده خواهد بود و می‌تواند اهداف مورد نیاز را برآورده سازد. هم چنین یک PQR یا Procedure Qualification Record شامل داده‌هایی است که در زمان جوشکاری نمونه برداشت می‌شود؛ و PQR حاوی نتایج تستهای مخرب (کشش، خمش، ضربه) می‌باشد.
مطابق با انجمن جوشکاری آمریکا (AWS)، روش جوشکاری (WPS) باید شرح مفصلی از متغیر جوشکاری مورد نیاز برای یک کاربرد خاص را جهت ایجاد اطمینان از تکرارپذیری آن توسط جوشکار ماهر ارائه دهد.
انجمن آمریکایی مهندسان مکانیک (ASME) نیز WPS را به عنوان یک سند کتبی معرفی می‌کند که الزامات و راهنمایی‌های لازم را برای جوشکار فراهم می‌کند تا محصولات جوش را به‌طور صحیح و مطابق با کدهای مورد نیاز موجود در سند (WPS) ارائه دهد.
کمیته استاندارد اروپا (CEN) استانداردهای ایزو را در خصوص پروسه‌ها و روش‌های جوشکاری پذیرفته‌است. این کمیته اعلام می‌کند مشخصات عملیاتی جوش (WPS) یک سند است که متغیرهای ضروری مورد نیاز از روش‌های جوش را برای اطمینان از تکرارپذیری آن در طی فرایند جوشکاری فراهم می‌کند.

## محتویات WPS
هر WPS براساس نوع فرایندهای جوشکاری دارای اطلاعات مورد نیاز جهت انجام جوشکاری می‌باشد. این اطلاعات به جوشکار کمک می‌کند که پارامترهای مورد نیاز برای جوشکاری را تهیه و تنظیم کند و بازرس جوش نیز بر اساس اطلاعان مندرج در WPS اقدام به تأیید صلاحیت جوشکار برای انجام جوشکاری و نظارت بر روند عملیات جوشکاری می‌کند.

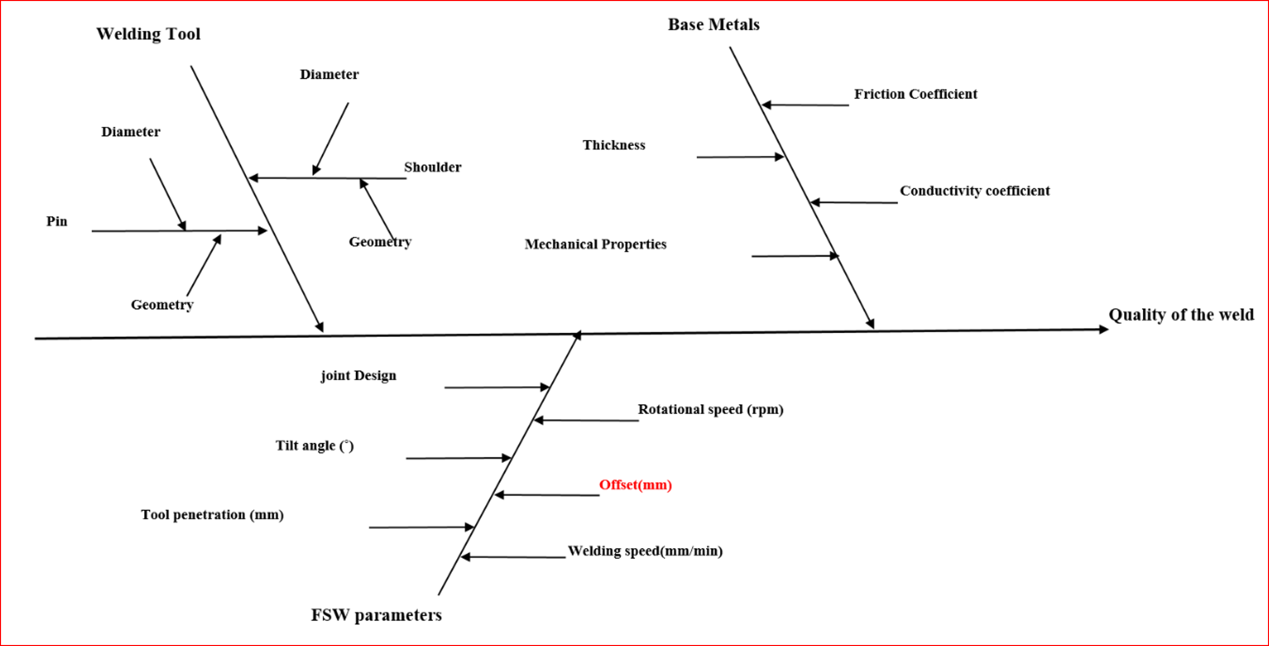
تصویر پارامترهای جوشکاری را نشان می‌دهد که باید در WPS ذکر شوند.

اطلاعاتی که در WPS ذکر می‌شوند عبارتند از:
- استاندارد مورد استفاده
- نوع فرایند جوشکاری
- اطلاعات فلز پایه (جنس، ضخامت، قطر …)
- نوع فلز پرکننده (الکترود)
- حالت یا وضعیت جوشکاری (تخت، افقی و ….)
- میزان پیشگرم و دمای بین پاسی
- عملیات حرارتی بعد از جوشکاری
- طرح اتصال (زاویه شیار، Root Face, Gap،....)
- کاراکترهای الکتریکی (نوع جریان و قطبیت، میزان آمپراژ و …)
- تکنیک جوشکاری
- نوع گاز محافظ (درصورت استفاده)

که در ادامه به برخی از آن‌ها اشاره می‌کنیم.

## مشخصات سر برگ فرم WPS
در یک فرم WPS که مطابق با استاندارد تهیه شده‌است، اولین قسمت مربوط به مشخصات می‌باشد و ذکر موارد زیر الزامی است:
1. شماره سری مشخصات روش جوشکاری (WPS No)
2. تاریخ تنظیم (WPS Date)
3. تاریخ بازبینی (Revision Date)
4. شماره سری گزارش کیفیت جوشکاری (Suporting PQR No)
5. روش یا روش‌های مورد استفاده جهت جوشکاری (Welding Process)
6. نحوه انجام فرایند جوشکاری(Type): به عنوان مثال دستی(Manual) یا اتوماتیک یا نیمه اتوماتیک

لازم است ذکر شود ذکر مطالبی چون نام شرکت، نام مشاور یا ناظر جوش، نام قطعه و کد پروژه و نظایر اینها در این قسمت WPS ذکر می‌شود.

## طرح اتصال (joint)
مشخصات طرح اتصالی که روش جوشکاری برای آن نوشته می‌شود؛ نوع اتصال، نوع پخ، اندازه پخ و زاویة آن، نوع فرایندی که به وسیلهٔ آن عمل پخ زنی صورت می‌گیرد، در این قسمت WPS ذکر می‌گردد.

### پشت بند (Backing)
معمولاً بنا به صلاح دید طراح گاهی از پشت بند در جوشکاری استفاده می‌شود که این ممکن است به دلایلی چون جلوگیری از اکسید شدن پشت ریشه جوش، عدم ریزش مذاب از ریشه جوش، افزایش یا کاهش سرعت انجماد، اطمینان از خالی نبودن یا ایجاد زبر شدن در قسمت پشتی جوش باشد.

### نوع و جنس مواد پشت بند (Backing Material Type)
در صورتیکه قطعه نیاز به پشت بند داشته باشد، نوع آن نیز مشخص می‌گردد و اگر گاز یا پودر نیز به عنوان پشتی استفاده می‌گردد نوع آن باید کاملاً مشخص گردد.

### مطالب اضافی (Other)
در این قسمت هرگونه مطلب اضافی دیگر از قبیل نحوه آماده‌سازی، تمیز کاری و غیره قابل ذکر است. تعداد و ترتیب پاس‌ها نیز ممکن است مشخص گردد که معمولاً بر روی پروفیل جوش مشخص می‌گردد.

## فلزات پایه (Base Metal)
ذکر نوع و ترکیب و جنس فلزات مورد اتصال که از مهم‌ترین بخش WPS می‌باشد در این قسمت ذکر می‌شود که این قسمت بقیه قسمت‌ها و نوع فرایند و الکترود و نحوة جوشکاری و غیره را تحت تأثیر قرار می‌دهد.

### عدد مشخصه P
معمولاً فلزات پایه را تحت عددی بنام P تقسیم‌بندی می‌کنند. اساس تقسیم‌بندی P براساس ترکیب آلیاژ، جوش پذیری و خصوصیات مکانیکی است.

### محدوده ضخامت (Thickness Range)
ضخامت مقطع مورد جوشکاری در این قسمت ذکر می‌گردد؛ ولی معمولاً برای کمتر شدن تعداد WPS می‌توان یک محدوده ضخامت مشخص کرد.

### محدوده قطر لوله (Range Pipe Dia)
در صورتیکه مقطع مورد اتصال لوله باشد علاوه بر ذکر ضخامت ورق، قطر داخلی و خارجی لوله یا محدوده قطر مجاز ذکر می‌گردد.

### مسائل دیگر (Other)
در این قسمت نکات دیگری که به فلزات پایه مربوط می‌باشد ذکر می‌گردد. مثل استانداردهای دیگر فلز پایه یا نام تجاری یا شمارة تجاری آن ذکر می‌گردد.

## استانداردهای WPS
این استانداردها طبق استانداردهای اروپایی و بین‌المللی آماده شده‌اند که برخی از مهم‌ترین آن‌ها به صورت زیر است:

تصویر انواع جوش را در استاندارد AWS نشان می‌دهد.

DS/EN ISO 15607 General rules برای WPS
DS/EN ISO 15609-1 WPS برای جوش قوس الکتریکی
DS/EN ISO 15609-2 WPS برای جوشکاری با گاز محافظ
DS/EN ISO 15609-3 WPS برای جوشکاری پرتو الکترون
DS/EN ISO 15609-4 WPS برای جوشکاری با لیزر
DS/EN ISO 15620 برای جوشکاری اصطکاکی مواد فلزی
DS/EN ISO 15614-1 WPQR برای جوشکاری قوس الکتریکی فولاد و نیکل
DS/EN ISO 15614-2 WPQR برای جوشکاری قوس الکتریکی آلومینیوم
DS/EN ISO 15614-5 WPQR برای جوشکاری قوس الکتریکی تیتانیوم و زیرکونیوم
DS/EN ISO 15614-8 WPQR برای جوشکاری لوله‌ها به اتصالات لوله- صفحه